# Grußendorf
Grußendorf is een dorp in de Duitse gemeente Sassenburg in de deelstaat Nedersaksen. Het dorp wordt voor het eerst vermeld in een oorkonde uit 1322. In 1974 fuseerde het dorp met een aantal omliggende gemeenten tot de gemeente Sassenburg.
- Gemeinsame Normdatei: 1160484848
- Virtual International Authority File: 8514152865757004940000